# STS-71
إس تي إس-71 (بالإنجليزية: STS-71)‏ الرحلة التاسعة والستون ضمن برنامج مكوك الفضاء لوكالة ناسا، المهمة الثالثة ضمن برنامج شاتل-مير الأمريكي-الروسي، والرحلة الرابعة عشر على متن مكوك الفضاء أتلانتيس، انطلقت الرحلة في 27 يونيو 1995 من مركز كينيدي للفضاء ، وهبطت بتاريخ 7 يوليو في مركز كينيدي للفضاء أيضاً، بعد عشرة أيام مكثتها الرحلة في الفضاء، كانت هذه المهمة الأولى التي يرسو فيها مكوك فضاء على محطة فضاء بعد أن رسى المكوك على محطة مير الروسية، بلغ عدد الرواد المشاركين في الرحلة ثمانية رواد ( ستة أمريكيين، وأثنين من الروس).